# Сибторгпроект
ГУП «Сибторгпроект» — проектный институт, созданный в 1951 году. Головной офис расположен в Октябрьском районе Новосибирска.

## История
21 июня 1951 г. приказом министерства Министерства торговли СССР был организован филиал московского института «Союзгипроторг», зона действия филиала распространялась от Урала до Камчатки.
21 ноября 1991 г. НФИ «Гипроторг» передан в ведение Министерства торговли и материальных ресурсов РФ.
5 февраля 1992 г. НФИ «Гипроторг» был переименован в СГПИ «Сибгипроторг» и стал самостоятельной организацией.
17 сентября 1997 г. институт получил название ГУП «Сибторгпроект».

## Деятельность
Проектирование предприятий общественного питания и торговли.

## Проекты
Институт создал проекты первых универсамов в Новосибирске, Барнауле, Томске, Горно-Алтайске, разработал проекты крупных универмагов в Новосибирске и ряде других городов.

### Универмаг в Искитиме
Универмаг в Искитиме на 100 рабочих мест. Авторы проекта: арх. А. А. Корнилова, ГИП А. М. Новосёлов, ГИП И. Г. Фролов, гл. конструктор В. С. Данилевич. За разработку проекта институт получил 2-ю премию Госстроя РСФСР.

### Крупные универмаги в Новосибирске
Разработка проектов крупных универмагов Новосибирска — ГУМа и ЦУМа.

### Универсам в Новосибирске
Унивесам на улице Ленина в Новосибирске. Авторы проекта: арх. И. М. Григорьева, ГИП И. Г. Фролов, гл. конструктор В. С. Данилевич. 3-я премия Госстроя РСФСР.

### Торговый комплекс в Петропавловске-Камчатском
Торговый комплекс в Петропавловске-Камчатском со сложным объёмно-планировочным решением, построенный с учётом 9-бальной сейсмичности и крутопадающего рельефа. Авторы проекта: арх. А. А. Корнилова, ГИП А. М. Новосёлов, гл. конструктор В. С. Данилевич. 3-я премия Госстроя РСФСР.

### Торговые рынки
Разработка проектов крупных крытых рынков в Чите, Омске и Новосибирске (Центральный рынок).

### Промышленные и продовольственные хранилища
Проектировка хранилищ промышленных и продовольственных товаров, ряд крупных холодильников и фруктохранилищ для сибирских городов.

### Реконструкции
Проектные работы по реконструкции зданий торгового и социально-культурного значения в Новосибирске: ресторан «Центральный», клуб «Октябрьская революция», дворец бракосочетания.